# 리비아 위기

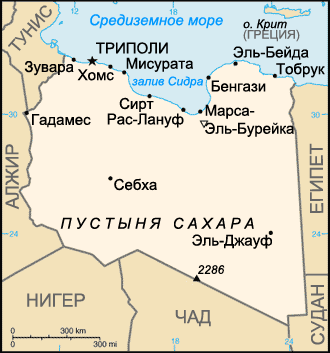

2011년부터 현재까지의 리비아 위기에 대해 설명한다.

## 개요
리비아는 아랍의 봄 여파를 타서 2011년 무아마르 알 카다피가 축출되었다. 그 후 민주화가 되기를 기대했으나 리비아는 1700여개의 무장단체가 결성되고 총리가 납치, 석방되는 등 현재까지 여러 가지 혼란을 겪고 있다.
2014년 이슬람 무장단체 ISIS (이슬람국가)가 리비아까지 세력을 확대하면서 그 사태는 더욱더 커졌다.
카다피 이후에 리비아는 총선이 치러졌고, 총선에서 자유주의 세력이 승리했다. 그리고 의회선거에서 자유주의정당이 승리했다. 43년만에 리비아는 정권교체가 이루어졌고 제헌의회의장에 메가리프가 선출되었다. 리비아는 다른 중동지역의 국가들과 마찬가지로 미국에서 제작된 반이슬람영화로 인해 시위가 확산되고 있으며, 벵가지의 미국영사관에서 미국영사가 사망하는 사건이 일어났다. 그리고 미국 영사관을 공격한 1명이 체포되었다. 리비아의 새총리도 영사관 공격은 비겁한 범죄라고 밝혔다. 2012년 10월 7일에 리비아의회는 새총리를 해임했다.
리비아는 2014년 6월에 새 의회를 선출했다. 2014년 리비아 하원 선거 과정에서 이슬람주의 세력이 패배하자 이슬람주의 세력이 반란을 일으켜 새 의회의 정부를 투브루크로 피난가게 만들었다. 이슬람주의 계통의 민병대가 새 의회에 참여하지 않은 기존 총국민회의 의회 의원들을 바탕으로 의회를 구성하면서 서로 합법 정부를 자처하는 두 개의 국가로 분단되었다. 트리폴리를 이슬람주의 세력이 장악하고 있는 가운데 트리폴리에 소재한 리비아 대법원은 2014년 11월 6일자로 6월 총선이 무효라고 선고했다. 대부분의 국제사회는 투브루크로 피난간 새 정부를 리비아의 합법정부로 보고 있다. 이 가운데 이슬람 극단주의 테러집단인 이슬람 국가(IS)가 리비아에서 세력을 확장하는 중이다.
현재 유엔의 중재로 단일정부 구성을 위한 협의가 진행되고 있으나 이행 여부는 불확실하다.
내전으로 인해 리비아를 떠나 유럽으로 피난하는 행렬이 끊이지 않고 있으며, 작은 배에 수백명이 올라타 지중해를 건너다 배가 침몰해 몽땅 수장당하는 사고도 빈번하게 발생하고 있다. 배 안에서 난민들간의 종교, 지역 갈등으로 살해와 폭행, 감금도 발생하고 있다고 한다.
2025년 4월, 유엔은 리비아 내 정치적 통일성이 부족하다는 점을 강조하며 적대 행위가 재개될 것을 우려했습니다.

## 과정
- 1969년 9월 1일 동료 장교들과 함께 수도 트리폴리를 공격하면서 기습적으로 쿠데타를 감행했다.
- 무혈 쿠데타로 정권을 잡은 카다피는 쿠데타 직후 군총 사령관에 올랐고 이집트의 나세르를 흉내내 대령으로 승격했다.
- 쿠데타를 일으킨 이래 42년간 지속되어온 카다피의 장기집권으로 인하여,카디피에게 반기를 든 시민군으로부터 그의 정치에 반대하는 반정부 시위가 시작되었다.
- 재스민 혁명과 이집트 혁명으로 규모가 확대되었다.

- 반정부 시위 직후 리비아 시민군은 벵가지 등의 도시를 장악 후 나토의 지원을 얻어 트리폴리 시를 점령했다.
- 맨 처음에 정부는 벵가지에 군을 보내기 시작했다.
- 정부의 무차별 진압 작전으로 2월 20일 사망자가 1200명 발생하였다.무력 강경 진압으로 전투기와 용병으로 무차별 학살이 일어났다.
- 이후 카다피 리비아 정부군이 트리폴리를 빼앗기자 카다피는 시르테에 완전히 고립되었다.

## 같이 보기
- 베네수엘라 위기